# Benoît Delhomme
Benoît Delhomme (Franciaország, 1961. augusztus 28. –) francia operatőr.
1998-ban az Artemisia operatőreként César-díjra jelölték. 2005-ben Az ajánlat című filmmel nyerte el az Amerikai Filmintézet legjobb operatőrnek járó díját.

## Filmjei
- 2007. 1408
- 2006. Bűnös viszonyok (Breaking and Entering)
- 2005. Az ajánlat (The Proposition)
- 2004. A velencei kalmár (The Merchant of Venice)
- 2004. Pódium (Podium)
- 2003. Rencontre avec le dragon
- 2002. Adolphe
- 2002. L'Idole
- 2001. És ott hány óra van? (Ni neibian jidian)
- 2001. Mortal Transfer – Halálos utazás (Mortel transfert)
- 2000. Sade márki (Sade)
- 1999. Miss Julie
- 1999. With or Without You
- 1999. Az ártatlanság elvesztése (The Loss of Sexual Innocence)
- 1999. A Winslow fiú (The Winslow Boy)
- 1997. Artemisia
- 1996. Családi ünnep (Un air de famille)
- 1996. Chacun cherche son chat
- 1995. A riksás fiú (Xich lo)
- 1995. Circuit Carole
- 1994. L'Irrésolu
- 1993. Comment font les gens
- 1993. A zöld papaya illata (Mùi du du xanh – L'odeur de la papaye verte)
- 1992. Loin du Bresil
- 1991. Le syndrome de Peter Pan